# Tomiko Itooka
Tomiko Itooka, née Yano (糸岡 富子, Itooka Tomiko), le 23 mai 1908 à Osaka et morte le 29 décembre 2024 à Ashiya, est une supercentenaire japonaise. Elle devient doyenne de l'humanité le 19 août 2024, à l'âge de 116 ans et 88 jours.

## Biographie
Tomiko Itooka est née dans la préfecture d'Osaka dans l'empire du Japon. À l'âge de 20 ans, elle se marie puis donne naissance à quatre enfants. Elle devient veuve en 1979.
Durant la Seconde Guerre mondiale, elle dirige l'usine de textile de son mari en Corée pendant la colonisation japonaise.
Tomiko Itooka a également, durant ses années d'octogénaire, escaladé à plusieurs reprises les monts Nijo et Ontake.
Ce n'est qu'à l'âge de 110 ans qu'elle est entrée dans une maison de retraite. À cette époque, elle pouvait encore marcher seule, mais elle utilisait principalement un fauteuil roulant. En décembre 2023, elle devient la personne la plus âgée du Japon et d'Asie.
Le 19 août 2024, elle devient la doyenne de l'humanité après le décès de l'Américano-espagnole Maria Branyas Morera,.
Elle meurt à Ashiya le 29 décembre 2024 à l'âge de 116 ans et 220 jours,.